# رون سكيب
رون سكيب هي لعبة جافا من شركة جاغيكس، وسجلت في كتاب غينيس للأرقام القياسية 2007 و2008 كأشهر لعبة متعددة اللاعبين مجانية أون لاين (بالإنجليزية: MMO)‏. صمم اللعبة بالبداية أندرو جاور كلعبة تسمي ديفيوس ماد (بالإنجليزية: DeviousMUD)‏ في 1999 لأسبوع واحد فقط. يستطيع اللاعبون في رون سكيب أن يقاتلوا ويتحدوا بعضهم البعض وينجزوا مهمات ويعلوا حرفًا متعددة.

## التاريخ
صمم اللعبة اندرو جاور (مؤسس شركة جاغيكس) سنة 1998 باستخدام عدة برنامج وعانى من صعوبة تصميم محرك اللعبة وقاعدة البيانات، بدأت اللعبة باسم «ديفيوس ماد» (DeviousMUD) التي لم تكن متواجدة على الإنترنت إلا لأسبوع. جاور أعاد كتابة اللعبة تمامًا، بمساعدة أخيه باول جاور، وسميت اللعبة الجديدة باسم «رون سكيب» ولكنها لم تكن متطورة كاليوم.
لعبة رون سكيب مجسدة فعلياً في عالم من القرون الوسطى والتي هي مقسمة إلى عدة ممالك مختلفة، ومناطق ومُدن، يمكن لللاعبين السفر في جميع أنحاء اللعبة عبر عدة وسائل سواء كانت سحرية أو من خلال سفن أو من خلال المشي، كل منطقة يوجد بها وحوشها ومواردها وأسلحتها الخاصة.
يتم تمثيل اللاعب كشخص حقيقي يمكنه التواصل والتكلم مع أشخاص من عوالم ودُول أخرى ليزيد من ثقافته وأيضاً من خلال المشاركة في الألعاب المصغرة والأنشطة العشوائية، بعضها تنافسية وبعضها قتالية في الطبيعة، في حين أن البعض الآخر يتطلب اللعب الجماعي لزيادة التعاون
```
تم اقتراح النسخة الأولى من العام 2001 على شكل نسخة غير كاملة (بيتا)، وفي شهر ديسمبر لسنة 2001 عندها تم تشكيل جاجكس لإدارة اللعبة، ثم تم افتتح الجُزء الثاني في 1 ديسمبر لسنة 2003 تحت مسمى رون سكيب 2، ثم تم إعادة الاسم واستقراره على رون سكيب في 29 مارس لسنة 2004 .
```

## أماكن خاصة في اللعبة
يوجد باللعبة ما يسمى بال"activities" مثل fist of guthix وهي قتالية تعتمد على القدرات السحرية و bounty hunter و clan wars ولهما عوالم خاصة بهم في اللعبة بمعنى يوجد أفضل أداء للactivity في أماكن محددة من اللعبة وهي الأماكن التي يجتمع فيها اللاعبون من أجل المشاركة في اللعبة فعلى سبيل المثالthe great orb project وهي activity تحتاج إلى تحقيق مستوى 50 في runecrafting من أجل اللعب فيها توجد فقط في world 61 للزائرين غير المدفوع من أجلهم و world 62 للأعضاء member المدفوع من أجلهم ومن النادر وجود لاعبين بها في عوالم أخرى إلا في حالة اللعب بنظام 50\50.
كانت تسمى الactivities سابقًا بminigames، مع أن بعض اللاعبين لا يزالون يقولون كلمة minigames

## عن اللعبة
الشيء الأساسي في رون سكيب هو القتال، مع أن يمكن الاستمتاع باللعبة بلا القتال، ففي القتال يمكن شراء أسلحة وأدرع ويمكن أيضًا القتال بقوس وأسهم أو باستعمال السحر. الشيء الأساسي الآخر هو الحرف، يوجد في اللعبة 25 حرفة أو مهارة وهم:
- Attack
- strength
- Dungeoneering
- Ranged
- Prayer
- Magic
- Runecrafting
- Constitution
- Crafting
- Mining
- Smithing
- Fishing
- Cooking
- Firemaking
- Woodcutting
- Agility
- Herblore
- Theiving
- Fletching
- Slayer
- Farming
- Construction
- Hunter
- Summoning
- Divination

ويمكن أيضًا الاستمتاع باللعبة عبر التجول في المناطق العديدة

## الصوت والجودة
يمكن تشغيل اللعبة بأكثر من جودة ليسهل التحرك للأجهزة الضعيفة من خلال تقليل الرسوم والألوان، وهناك الجودة العالية لمن يتعاملون بالدقة العالية وأصحاب الشاشة ذات الجودة العالية، حيث أن اللعبة تستخدم محرك يُسمى «تكنولويجا رون الخامسة» الذي يوفر الدعم لمنصات متعددة مثل الرسومات وكروت الشاشة وأجهزة ألعاب الفيديو، فضلاً عن تأثيرات رسومية مثل مربعات السماء والإضائة على الأزهار، ونسخة عالية التفاصيل تضم تسريع الأجهزة، ويمكن تقديمها باستخدام إما جافا أو «جي أل المفتوح» أو الدايركس.
موسيقى رون سكيب وتوليفها للعالم الحقيقي ومحاكاتها للمؤثرات الصوتية، والضوضاء المُحيطة في جميع أنحاء البلدان تم تصميم الموسيقى لتعريف كل ثقافة عن أخراها، وأيضاً يشعر اللاعب في اللعبة بجودة المكان من خلال الموسيقى الكلاسيكية الخاصة في المكان واللعبة تحتوي على أكثر من 1000 موسيقى.

## القواعد والغش
قامت جاجكس بوضع قواعد سلوك لكل لاعب، مثل قواعد اللغة ضد الهجوم، والاحتيال، والاعتداء، لفرض قواعد وهي ميزة موجودة في اللعبة تسمح للاعب بالتواصل مع الإدارة من خلال إرسال تقرير إلى جاجكس إذا كنت تلاحظ وجود لاعب يحاول كسر القواعد، كم يتم استخدام ثلاث أنواع من المراقبين، وهم الموظفون والمراقبين ومراقبين، يتم الحذر 3 مرات تنبيهاً وبعدها يتم الدفع في العالم الحقيقي مع خصم في نقاط الخبرة في حال أراد اللاعب استعادة حسابه.

## السيرفرات
السيرفرات في رون سكيب تسمى عوالم "Worlds" ويوجد أيضًا عوالم مخصصة لبعض الactivities أو الFalador Party room .
```
هناك 139 خادم إنجليزي للعبة رون سكيب منتشرة حول العالم، والتي يتم ترقيمها من الصفر وتشير إلى عوالم تم تصميمها من قبل جاجكس، فهي تقع في المملكة المتحدة، والولايات المتحدة وكندا، وهولاندا، وأستراليا والسويد وفنلندا وبلجيكا وأيرلندا والنرويج والدنمارك ونيوزيلاندا والمكسيك وفرنسا وليتوانيا والهند، ويتم الإضافة والنقل حسب الحاجة
```

كل خادم يسمح في وصول إلى عدد معين أقصاه 2000 لاعب في كل عالم، مما يسمح لأن يكون الحد الأقصى لللاعبين 270.000 فقط حسب العوالم الموجودة، وتنقسم إلى قسمان عوالم مدفوعة وعوالم مجانية.
بالإضافة إلى الخوادم الأجنبية، هُناك نوعان من الخوادم حيث تتم ترجمة اللعبة إلى اللغة الفرنسية، وخمسة إلى اللغة الألمانية وستة إلى البرتغالية والبرازيلية، وهناك ثلاث خوادم كلاسيكية.

## وصلات خارجية
- رون سكيب على موقع IMDb (الإنجليزية)

- موقع اللعبة
- موقع جاغيكس